# Oberschwarzach
Oberschwarzach är en köping (Markt) i Landkreis Schweinfurt i Regierungsbezirk Unterfranken i förbundslandet Bayern i Tyskland.
Köpingen ingår i kommunalförbundet Gerolzhofen tillsammans med staden Gerolzhofen och kommunerna Dingolshausen, Donnersdorf, Frankenwinheim, Lülsfeld, Michelau im Steigerwald och Sulzheim.